# Departamento Guaraní (Misiones)
Guaraní es uno de los 17 departamentos en los que se divide la provincia de Misiones, Argentina.

## Superficie y límites
Posee una extensión de 3314 km² (equivalente al 11,10 % del total provincial) y limita al norte y este con el departamento San Pedro, al sur con Brasil, al norte con el departamento Montecarlo y al oeste con los departamentos Cainguas y 25 de Mayo.

## Población
El Censo 2010 indicó que vivían 67.897 personas en todo el departamento, cifra que lo ubicó como el 5º más poblado de la provincia, tras Capital, Oberá, Iguazú y Eldorado.
Su población fue de 77 160 habitantes, según el censo 2022 (INDEC), lo que representó un incremento del 13,6% menor al crecimiento provincial que fue del 16,1%.Estos datos le valieron conservar la quinta mayor población de la provincia.

## Municipios

### San Vicente
Es el más poblado del departamento. Fue fundada en el año 1961.

### El Soberbio
Es la cabecera (capital) del departamento. Fue fundado en el año 1946

### Fracrán
Es el último municipio de Misiones. Fue fundado en el año 2022